# Edgar Julius Medley
Edgar Julius Medley, britanski general, * 1893, † 1972.